# Hans-Dieter Sues
Hans-Dieter Sues (Rheydt, 13 januari 1956) is een in Duitsland geboren Amerikaanse paleontoloog die Senior Scientist en conservator van de paleontologie van gewervelde dieren is in het National Museum of Natural History van het Smithsonian Institution in Washington D.C.
Sues begon zijn opleiding aan de Johannes Gutenberg-Universität in Mainz, de Universiteit van Alberta en de Harvard-universiteit (Ph.D., 1984). Voordat hij zijn huidige functie aannam, werkte Sues bij het Royal Ontario Museum en de University of Toronto en bij het Carnegie Museum of Natural History in Pittsburgh.
Hij is geïnteresseerd in de diversiteit, paleoecologie en evolutionaire geschiedenis van tetrapoden uit het Paleozoïcum en Mesozoïcum, met name archosaurische reptielen en cynodonte therapsiden, en de geschiedenis van biologie en paleontologie. Sues heeft talloze nieuwe dinosauriërs en andere uitgestorven gewervelde landdieren ontdekt in de continentale lagen van het Paleozoïcum en Mesozoïcum in Noord-Amerika en Europa.
Hij is auteur en co-auteur van meer dan 150 artikelen en boekhoofdstukken over paleontologie en paleo-ecologie van gewervelde dieren. Sues heeft The Rise of Reptiles (Johns Hopkins University Press, 2019) en Triassic Life on Land: The Great Transition (met N.C. Fraser; Columbia University Press, 2010) geschreven. Hij heeft de redactie van Evolution of Herbivory in Terrestrial Vertebrates (Cambridge Univ. Press, 2000) en co-redacteur van Terrestrial Ecosystems through Time (met A.K. Behrensmeyer et al.; Univ. of Chicago Press, 1992), In the Shadow of the Dinosaurs: Early Mesozoïcum Tetrapods (met N.C. Fraser; Cambridge Univ. Press, 1994), Major Transitions in Vertebrate Evolution (met J.S. Anderson; Indiana Univ. Press, 2007), en Terrestrial Conservation Lagerstätten: Windows into the Evolution of Life on Land (met N.C. Fraser Dunedin Academic Press, 2017). Hij is ook actief in het promoten van de waarde van natuurhistorische collecties voor het beantwoorden van belangrijke vragen in de huidige wetenschap.
Sues werd in 2003 verkozen tot Fellow van de Royal Society of Canada en in 1998 tot Fellow van de American Association for the Advancement of Science. De pachycephalosauriër Hanssuesia is naar hem vernoemd.
- Bibsys: 90828577
- Bibliothèque nationale de France: cb12457123s (data)
- CiNii: DA1210547X
- Gemeinsame Normdatei: 1050281284
- International Standard Name Identifier: 0000 0001 1085 4737
- Library of Congress Control Number: n87906688
- Nationale Bibliotheek van Tsjechië: xx0225070
- Nationale Bibliotheek van Israël: 987007437973605171
- Nederlandse Thesaurus van Auteursnamen: 33397641X
- ORCID: 0000-0002-9911-7254
- Réseau des bibliothèques de Suisse occidentale: 02-A009099482
- Système universitaire de documentation: 072234318
- Virtual International Authority File: 116594475
- WorldCat: E39PBJpJbRmMy3DwQk8fqQycfq